# زهرة الحبلى اليابانية
زهرة الحبلى اليابانية (الاسم العلمي:Enkianthus japonicus) هي نوع غير مؤكد من النباتات تتبع جنس زهرة الحبلى من الفصيلة الخلنجية.